# Sinolimprichtia
Sinolimprichtia là chi thực vật có hoa trong họ Apiaceae.